# Mundus Subterraneus (album)
(Mundus Subterraneus, note di copertina)
| Recensione     | Giudizio    |
| -------------- | ----------- |
| AllMusic       |             |
| OndaRock       | Consigliato |
| Piero Scaruffi | 8,5/10      |

Mundus Subterraneus è un album della band francese Lightwave, pubblicato nel 1995.
Il titolo è ispirato da un'opera del gesuita Athanasius Kircher: Mundus subterraneus, quo universae denique naturae divitiae (1664-1678), in cui si narra di un viaggio nelle viscere del Vesuvio.
Il disco è interamente strumentale, l'atmosfera è angosciosa, ricrea il brodo primordiale che si respirava con le scoperte scientifiche del Seicento e le suggestioni dell'età barocca. Questa scelta originale ed i titoli eruditi delle canzoni dimostrano la particolarità che contraddistingue il gruppo.
Secondo il critico musicale Piero Scaruffi l'album è non solo il capolavoro della band francese, ma anche «uno dei capolavori della musica elettronica, del progressive-rock e della musica new age».

## Tracce
1. De Motu Pendulorum – 4:47
2. Cabinet de Curiosites 1 – 4:58
3. Cabinet de Curiosites 2 – 3:54
4. Nekyomanteia – 5:25
5. Sonnensturme – 9:21
6. Towards The Abyss – 9:16
7. Glissement D'Ame – 9:43
8. Roma Barocca – 6:58
9. Ascension – 6:21
10. Mapping The Earth – 4:52